# Šag navstreču
Šag navstreču (Шаг навстречу) è un film del 1975 diretto da Naum Borisovič Birman.

## Trama
Ciascuno dei cinque racconti del film ha il suo eroe, la sua trama, il suo genere. Ma sono tutti collegati da un'idea: nella nostra età difficile e veloce, la cosa più preziosa è una persona, la sua anima e i suoi sentimenti, la sua vulnerabilità e gentilezza, il suo desiderio di amare ed essere amato.